# Chợ Điều Khiển
Chợ Điều Khiển được lập năm 1731 ở phía nam dinh Phiên Trấn thời chúa Nguyễn Phúc Chú trong lịch sử Việt Nam. 
Đây là một trong số ít ngôi chợ có mặt sớm nhất trên đất Sài Gòn xưa, nhưng nay đã không còn, khi nhà cầm quyền Pháp cho quy hoạch lại thành phố.

## Giới thiệu

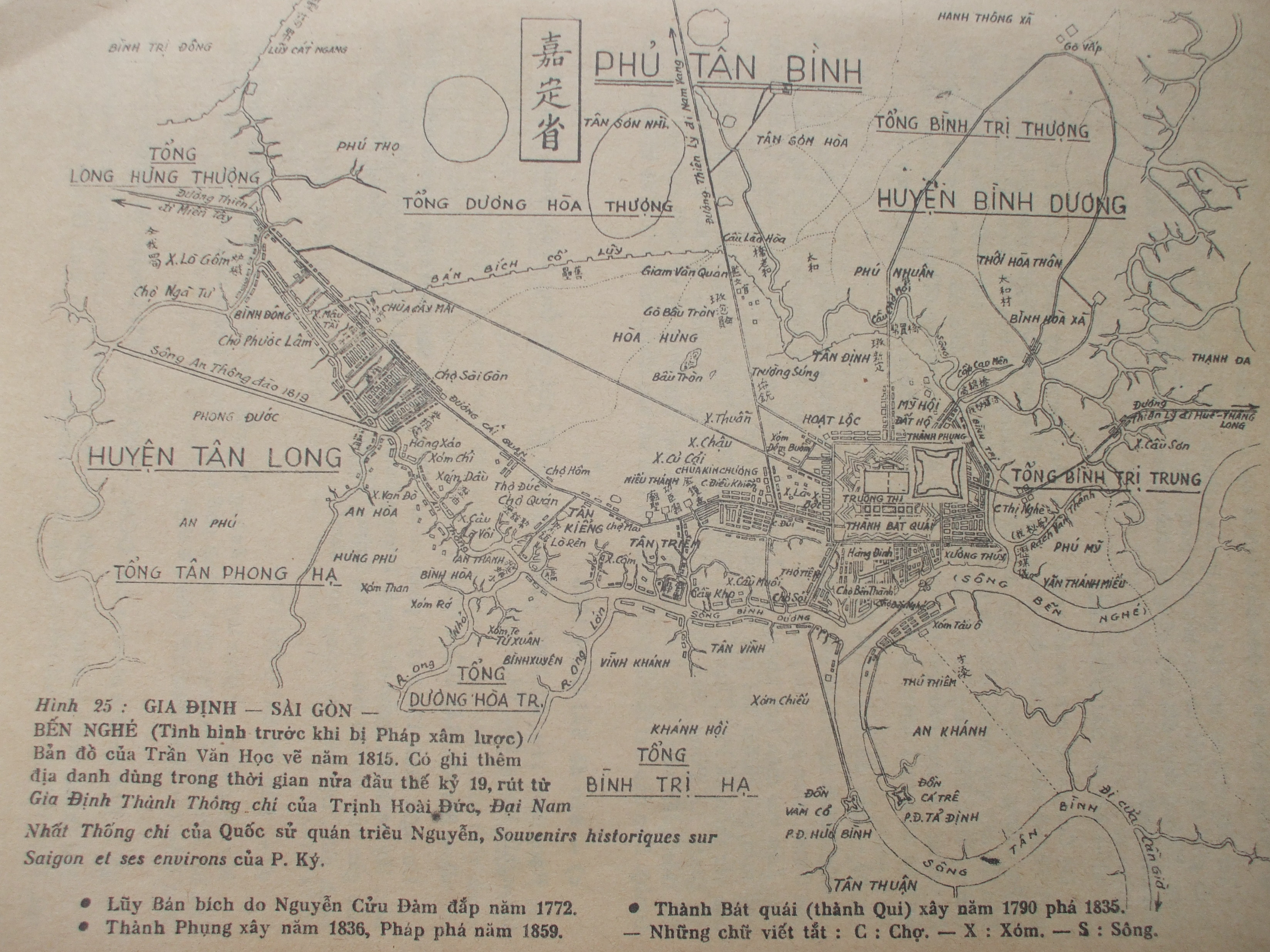
Chợ Điều Khiển trên bản đồ Gia Định 1815 do Trần Văn Học vẽ.

Ngày 18 tháng 4 (âm lịch) năm Tân Hợi (1731) một lãng nhân tên Prea Sot (Sà Tốt) thuộc Chân Lạp, đã xúi giục những người dân bản xứ nổi dậy chém giết tất cả những người Việt Nam đang sống trong vùng Banam, rồi cùng kéo xuống Gia Định cướp phá.
Cai cơ Trương Phước Vĩnh  liền được lệnh chúa Nguyễn Phúc Chú mang đại quân vào Gia Định đánh đuổi.
Đến nơi, ông cho lập đồn dinh (nằm ở góc đường Nguyễn Trãi với Phạm Ngũ Lão ngày nay)  để có chỗ đóng quân. Trong khoảng thời gian đó, một ngôi chợ cũng dần hình thành kề bên để cung cấp hàng hóa, nhu yếu phẩm cho đông đảo quân lính trong đồn.
Bấy giờ dinh Phiên Trấn và dinh Trấn Biên đều có võ quan coi việc quân để giữ gìn an ninh trật tự tại địa phương. Nhưng khi có quân xâm lược tới thì quan quân ở mỗi dinh không đủ sức đánh trả. Nhân vụ Prea Sot, triều đình Thuận Hóa thấy rằng ở nơi biên khổn cần phải có một cơ quan thống suất (chỉ huy chung), nên chúa Nguyễn đặt ra chức "Điều khiển sự sở Gia Định" và sai Trương Phước Vĩnh giữ chức ấy (1732).
Kể từ đó đồn dinh và ngôi chợ đều được gọi theo chức vụ này. Giới thiệu chợ Điều Khiển, sách Gia Định thành thông chí do Trịnh Hoài Đức soạn ở đầu thế kỷ 19, có đoạn chép:
Chợ Điều Khiển cách trấn (Phiên An) về phía nam 2 dặm rưỡi, khi xưa chợ họp trước Nha Điều khiển, nên mới có tên đó...Nay nha trị đã dời đi, nhưng tên chợ còn như cũ, chợ này quán xá trù mật.
Nhà nghiên cứu Nguyễn Đình Đầu đã chỉ ra vị trí ngôi chợ ấy như sau:
Chợ Điều Khiển nằm gần đường quan lộ (nay là đường Nguyễn Trãi), cụ thể, chợ nằm trên đường Nam Quốc Cang thuộc phường Phạm Ngũ Lão, quận 1 ngày nay. Đầu này nhìn sang dinh Điều Khiển, đầu kia tới đường xe lửa đi Mỹ Tho cũ, nơi có đường Bùi Thị Xuân ngày nay cắt qua.

## Ngộ nhận
Nhà nghiên cứu Huỳnh Minh, trong Gia Định xưa, cho rằng tướng Nguyễn Cửu Đàm (? - 1775, người Gia Định), đã đứng ra lập chợ Điều Khiển là không đúng. Vì theo sử sách, thì mãi đến năm 1771, tức sau khi chợ Điều Khiển đã có mặt 40 năm, chúa Nguyễn mới cử Nguyễn Cửu Đàm giữ chức Điều khiển thay Nguyễn Cửu Khôi, để đem quân đi cản phá quân Xiêm La.

## Thông tin liên quan
Học giả Trương Vĩnh Ký trong "Ký ức lịch sử về Sài Gòn và vùng phụ cận" đã chỉ ra vị trí chợ Điều Khiển và chợ Cây Da Thằng Mọi như sau:
"Từ đường Thuận Kiều (Cách mạng tháng Tám ngày nay) đến Sở nuôi ngựa (góc Nguyễn Trãi – Cống Quỳnh ngày nay), người ta thấy có chợ Điều Khiển và chợ Cây Da Thằng Mọi. Có người nói hai tên đó chỉ cùng một chợ...Điều Khiển là chức tước của vị tướng cầm quân, nên mang tên ấy. Nhưng tại sao gọi là Cây Da Thằng Mọi? Tên này do bởi một món hàng bày bán trong chợ. Ở đây người ta đem bày bán một thứ chân đèn bằng đất nung nặn như hình người mọi đen đội trên đầu, trong đó người ta đặt một tim bấc thấm ngập dầu phụng hay dầu dừa. Ngôi chợ này nằm dài suốt cửa nhà ông Blancsubé tới đường hỏa xa, có đầy nhà cửa và hàng quán" . Cùng quan điểm này, có học giả Vương Hồng Sển. Ông viết: "Khỏi chợ Điều Khiển là đến chợ Cây Da Thằng Mọi" 
Tuy nhiên, nhà nghiên cứu Huỳnh Minh lại tin theo quan điểm "hai tên đó chỉ cùng một chợ", và chợ Điều Khiển chính là chợ Thái Bính ngày nay (tức ở góc Cống Quỳnh – Nguyễn Trãi). Ông viết:
"Về sau, khi quân Pháp xâm chiếm miền Nam, cho sửa sang đường sá lại, xây cất thêm nhà cửa ở khoảng chợ Điều Khiển. Các phố xá, hãng buôn của họ thiết lập ngày một nhiều. Điển hình là hãng Blancsubé được mở ra ngay góc đường Frères Louis và Arras (trước 1975, là Võ Tánh-Cống Quỳnh), cho nên tên chợ Điều Khiển dần dần không còn ai nhắc tới nữa, mà lại lấy tên hãng trên mà gọi là chợ "Lăng Xi Bền", rồi sau đổi thành "chợ Thái Bình". Điều nên biết thêm, chợ Điều Khiển khi xưa còn có tên là "chợ Cây da thằng mọi" .

## Sách tham khảo
- Quốc sử quán triều Nguyễn, Quốc triều sử toát yếu. Nhà xuất bản Văn Học, 2002,
- Trương Vĩnh Ký, "Ký ức lịch sử về Sài Gòn và vùng phụ cận" (Nguyễn Đình Đầu lược dịch và chú thích) in trong Tổng tập dư địa chí Việt Nam (tập 4), Nhà xuất bản Thanh Niên, 2011.
- Trịnh Hoài Đức, Gia Định thành thông chí (bản điện tử) [liên kết hỏng]
- Vương Hồng Sển, Sài Gòn năm xưa. Nhà xuất bản Thành phố Hồ Chí Minh, 1991.
- Huỳnh Minh, Gia Định xưa. Nhà xuất bản Văn hóa Thông tin, 2006.
- Sơn Nam, Bến Nghé xưa. Nhà xuất bản Văn Nghệ Thành phố Hồ Chí Minh, 1981.
- Nguyễn Đình Đầu, phần Địa lý lịch sử in trong Địa chí văn hóa Thành phố Hồ Chí Minh (tập 1). Nhà xuất bản Thành phố Hồ Chí Minh, 1987.
- Nhiều tác giả, Hỏi đáp về Sài Gòn–Thành phố Hồ Chí Minh (tập 1). Nhà xuất bản Trẻ, 2006.